# Thomson TO7

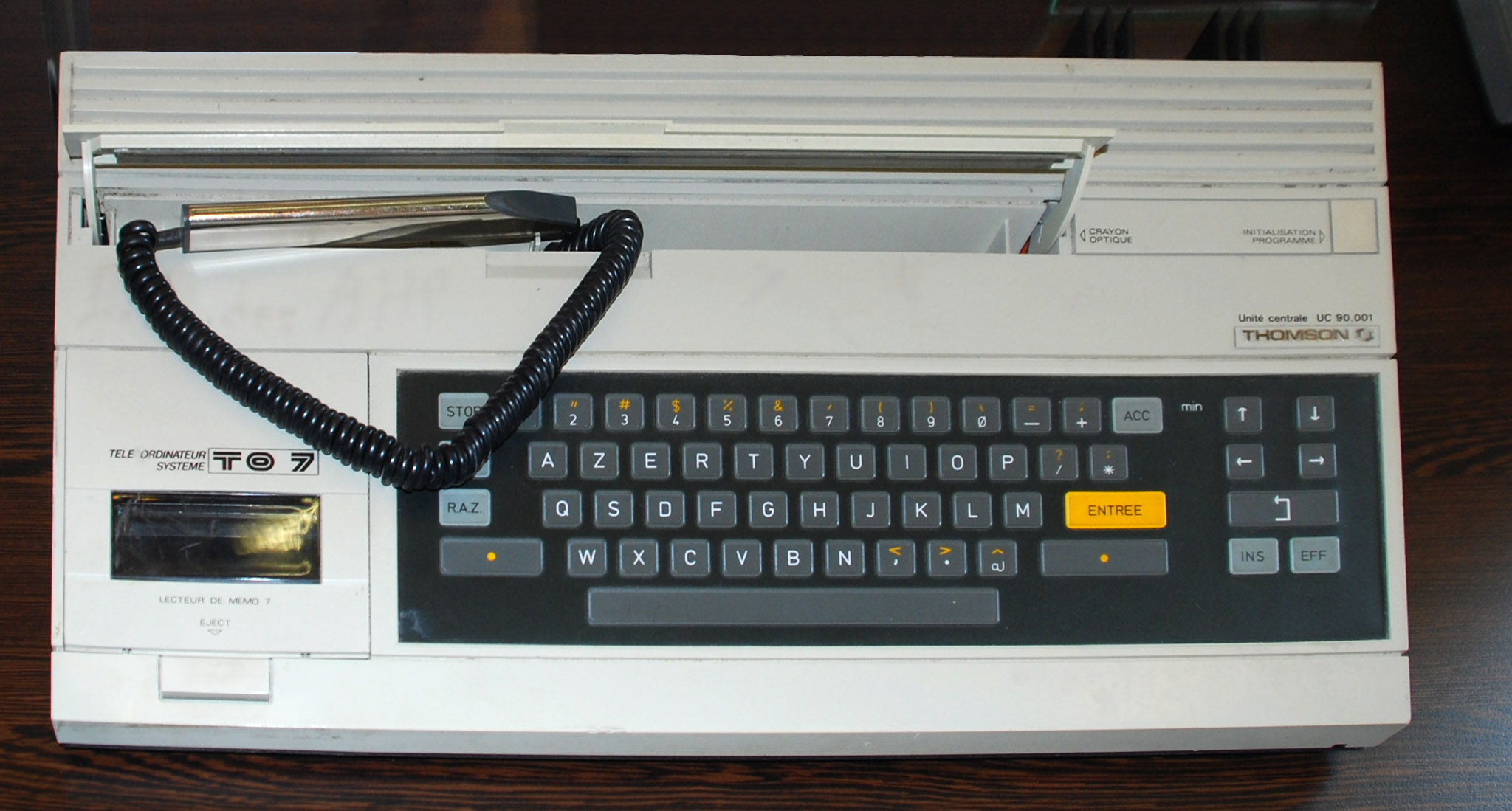
Thomson TO7

Der Thomson TO7 war ein Heimcomputer aus Frankreich, der in Deutschland nur gering verbreitet war. Er wurde als erster Computer der Firma Thomson im November 1982 vorgestellt. Das Kürzel TO steht für „Télé-Ordinateur“ (dt. Fernseh-Computer).

## Allgemeines
Als besonderes Merkmal besitzt der TO7 einen Lichtgriffel, der unter einer kleinen Klappe oberhalb der Tastatur verstaut ist. Er wurde vom Betriebssystem und zahlreichen Anwendungen unterstützt – so konnte bereits das Einschaltmenü des Computers mit dem Griffel bedient werden. Diese native Unterstützung des Lichtgriffels war das Markenzeichen auch nachfolgender Computersysteme von Thomson. Der TO7 ist ferner mit einer Folientastatur ausgestattet, mit der allerdings keine hohe Tippgeschwindigkeit erreicht werden kann – auch wird jeder Anschlag durch ein kurzes akustischen Signal (Beep) begleitet. Zur Linken der Tastatur befindet sich – durch eine Klappe geschützt – ein Schacht für Steckmodule. An der Rückseite befinden sich drei Systembus- sowie eine Speicherbus-Schnittstelle. Der TO7 verfügt über kein integriertes BASIC-System. Dieses wurde auf Steckmodul von Microsoft mitgeliefert. Im Juni 1984 wurde der TO7 von seinem Nachfolger TO7-70 abgelöst. Zur externen Speicherung wurde ein Diskettenlaufwerk und ein Kassettenrecorder angeboten.

## Technische Daten
- Erscheinungsjahr: 1982
- Hersteller: Thomson

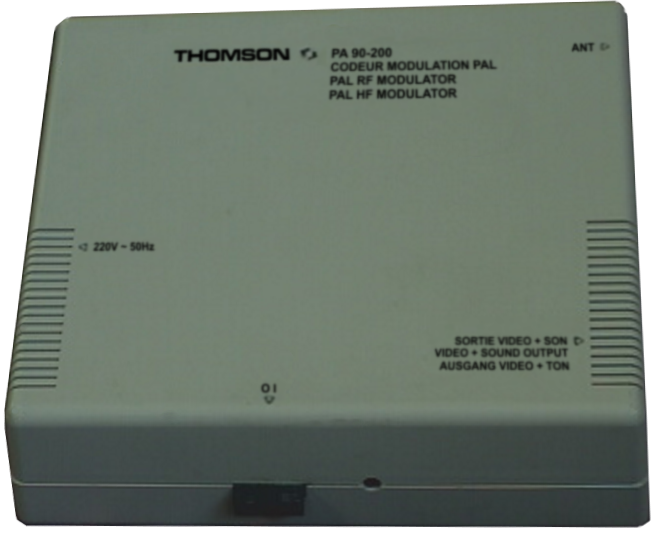
Externer HF-Modulator Thomson PA90-200

- Prozessor: Motorola 6809, 1 MHz
- ROM: 6 KB
- RAM: 22 KB
- Betriebssystem: eigenes
- Text: 40 × 25
- Grafik: 320 × 200
- Farben: 8
- Ton: mono
- Schnittstellen: 3 × Systembus, Speicherbus, Steckmodul, Kassette, externer HF-Modulator